# Constantin Moldovan
Constantin Moldovan este un fost senator român în legislatura 1992-1996 ales în județul Botoșani pe listele partidului PRM. Constantin Moldovan a demisionat pe data de 9 septembrie 1996 și a fost înlocuit de senatorul Constantin Lungu. În cadrul activității sale parlamentare, Constantin Moldovan a inițiat 2 propuneri legislative.

## Legaturi externe
- Constantin Moldovan[nefuncțională – arhivă]
 la cdep.ro